# 布蘭登·伍德拉夫
布蘭登·凱爾·伍德拉夫（英語：Brandon Kyle Woodruff，1993年2月10日—），為美國職棒大聯盟的投手，目前效力於密爾瓦基釀酒人。

## 職業生涯
2011年美國職棒大聯盟選秀，遊騎兵在第五輪選近伍德拉夫。不過當時他並未選擇和球隊簽約，而是繼續攻讀大學。2014年，伍德拉夫再度投身選秀，這次他在第11輪才被釀酒人選中。
伍德拉夫從新人聯盟起步，2015年升上高階1A。2016年5月，伍德拉夫從高階1A升上2A。不過他的哥哥卻在7月時因為駕駛全地形車發生意外身亡，結果伍德拉夫在喪失親人後，反倒投出一場6局1安打的優質先發。這年他拿下14勝9敗，防禦率2.68。
2017年，伍德拉夫從3A開季，並於6月13日被登錄至大聯盟名單。然而他卻在熱身時受傷，導致錯過了初登板的機會。8月4日，伍德拉夫終於成功登上大聯盟。這年他拿下2勝3敗，防禦率4.81。在3A則拿下6勝5敗，防禦率4.30。
2018年，伍德拉夫從大聯盟開季，不過他在季中一度被下放3A。
2018年國家聯盟分區賽，伍德拉夫擔任第一場的先發。他先發3局無失分，最後球隊3比2拿下勝利。2018年國家聯盟冠軍賽第一戰，以中繼投手身分登板的伍德拉夫從克萊頓·克蕭手中開轟，成為大聯盟史上第三位於季後賽開轟的中繼投手。
2019年，伍德拉夫破繭而出，整年拿下11勝3敗，防禦率3.62。他也在這年成功入選明星賽。2020年，伍德拉夫先發全國聯最多的13場比賽，拿下3勝5敗，防禦率3.05。

## 個人生活
伍德拉夫目前已婚，並育有一女。

## 外部連結
- 球員資訊和成績在MLB ，ESPN ，Retrosheet ，Baseball Reference ，Baseball Reference (Minors) ，Fangraphs ，The Baseball Cube （英文）
- 布蘭登·伍德拉夫的X（前Twitter）
- 布蘭登·伍德拉夫的Instagram帳戶